# Alloperla concolor
Alloperla concolor är en bäcksländeart som beskrevs av William Edwin Ricker 1935. Alloperla concolor ingår i släktet Alloperla och familjen blekbäcksländor. Inga underarter finns listade i Catalogue of Life.